# مدیسن بال

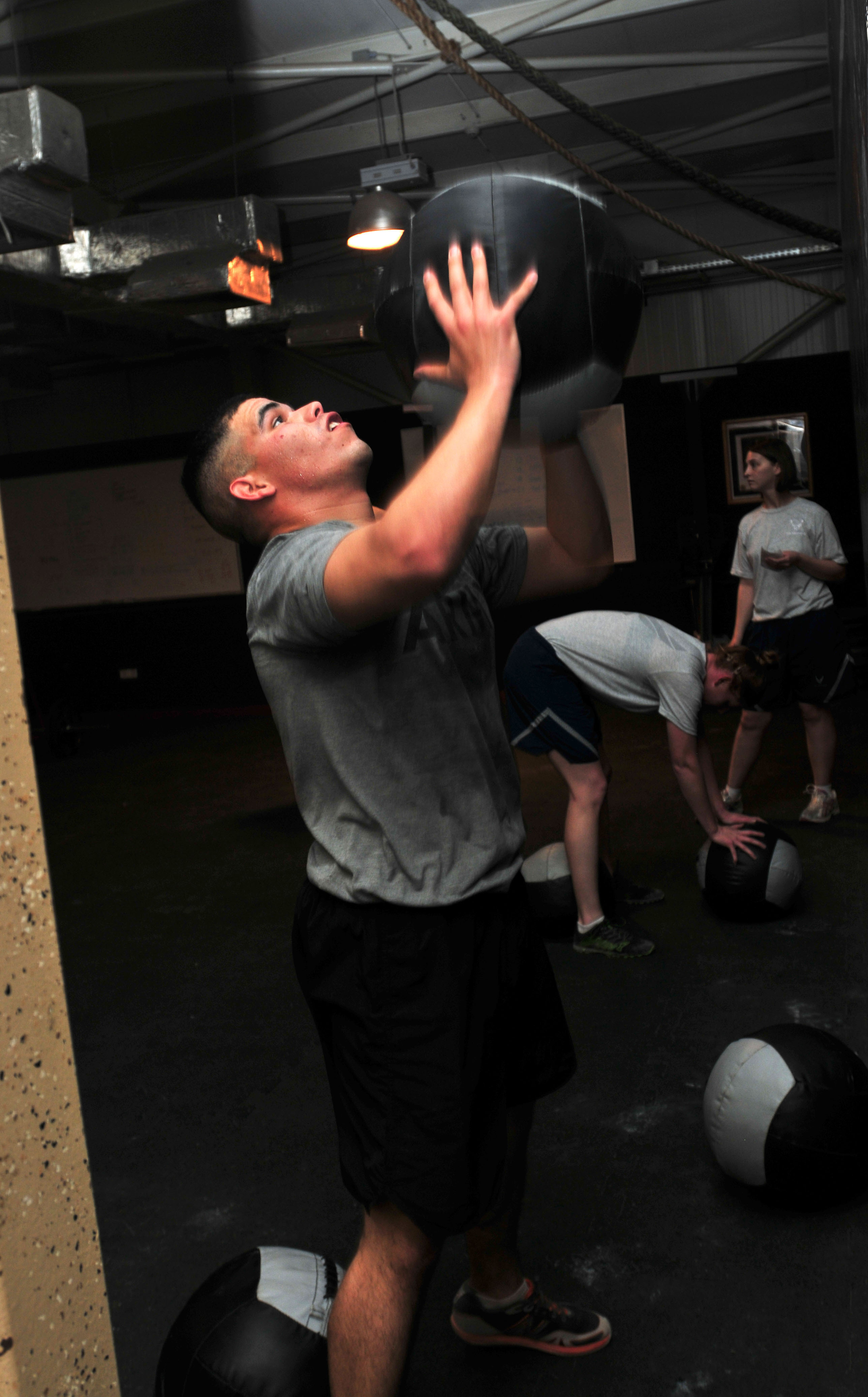
یک بدن ساز درحال تمرین با توپ مدیسن

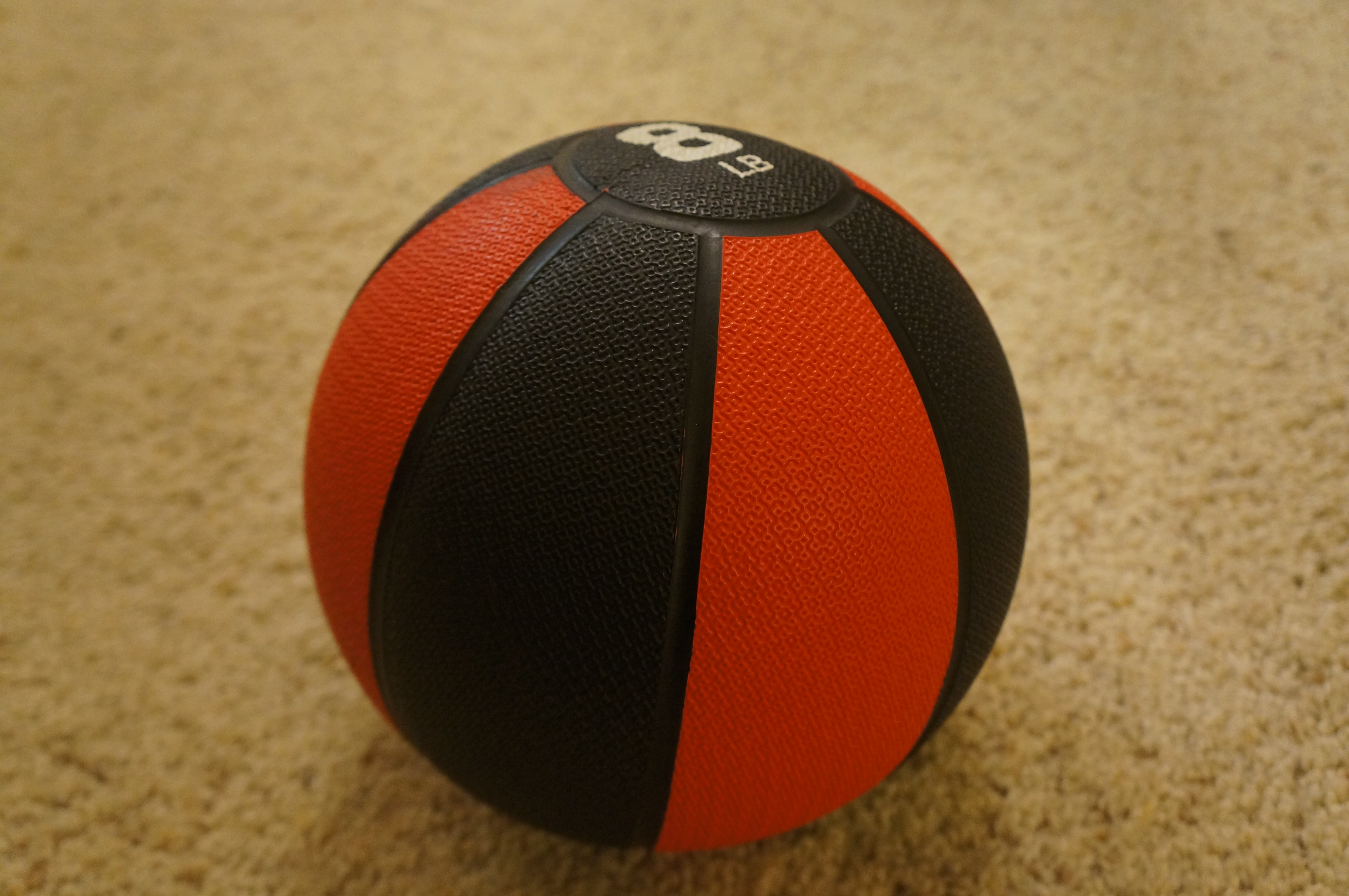
شکل معمول توپ

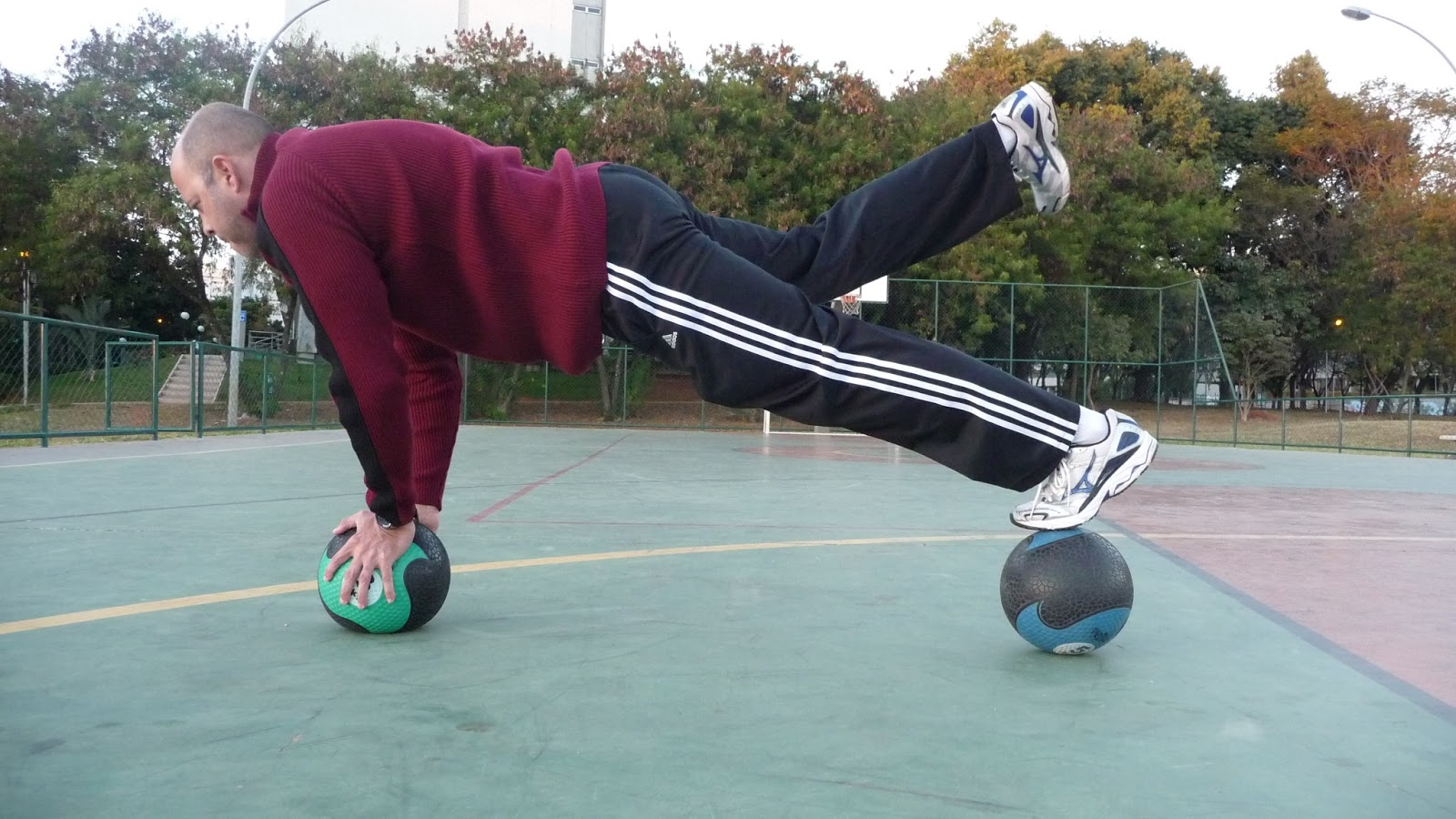
تمرین با دو توپ

مِدیسن بال یا توپ پزشکی (به انگلیسی Medicine ball) همچنین به عنوان توپ ورزشی، توپ پزشکی یا توپ تناسب اندام شناخته می‌شود) یک (توپِ وزن شده مثال: ۴ کیلوگرمی) به ابعاد تقریباً عرض شانه (تقریباً ۱۳٬۷ اینچ یا ۳۵ سانتی منر) است که اغلب برای آموزش توانبخشی و تمرینات قدرتی استفاده می‌شود. مدیسن بال نیز نقش مهمی در زمینه پزشکی ورزشی برای بهبود قدرت و هماهنگی عصبی-عضلانی اجرا می کند. از توپ تمرین باد شده، که خیلی بزرگتر است (تا ۳۶ قطر اینچ , نزدیک ۱ متر)، متمایز است.
توپ پزشکی معمولاً به عنوان توپ‌های ۲ تا ۲۵ پوند (۱ تا ۱۱ کیلوگرم) فروخته می‌شود و به‌طور مؤثر در تمرینات بالستیک به منظور افزایش قدرت انفجاری در ورزشکاران در تمام ورزش‌ها به عنوان مثال پرتاب توپ پزشکی یا پریدن در حالی که نگه داشتن آن استفاده می‌شود. بعضی از مدیسن بال ها تا ۱۴" (تقریباً ۳۵.۸۴ سانتیمتر) در قطر و وزن بالاتری از وزن (۱۴ پوند ۶ کیلوگرم) یا  یا به شکل توپ ِ بسکتبال وزن دارند.

## پیشینه
گفته می‌شود که بقراط پوستِ حیوانات را (به شکل توپ) از داخل پر میکرده برای بیماران که آن ها پرتابش کنند همچنین می گویند که توپ های بزرگ مشابه ای در سرزمین پارس (ایران) بکار رفته است به خصوص توسط کشتی گیران پارسی که توسط گلادیاتورها هم استفاده شده است. این توپ‌های مشابه در سال ۱۷۵۰ میلادی در ایران نیز استفاده شده‌است. اصطلاح «توپ پزشکی» از ابتدای سال ۱۸۷۶ میلادی در دانشگاه گیمزایی آمریکا و رشته علمی آمریکا توسط رابرت جینکینز رابرتز جونیور به ثبت رسیده‌است. اولین عکس شناخته شده مدیسن بال در ایالات متحده در سال ۱۸۶۶ گرفته شد و آرون مولینو هیولت را که توسط تجهیزاتش احاطه شده‌است نشان می‌دهد.

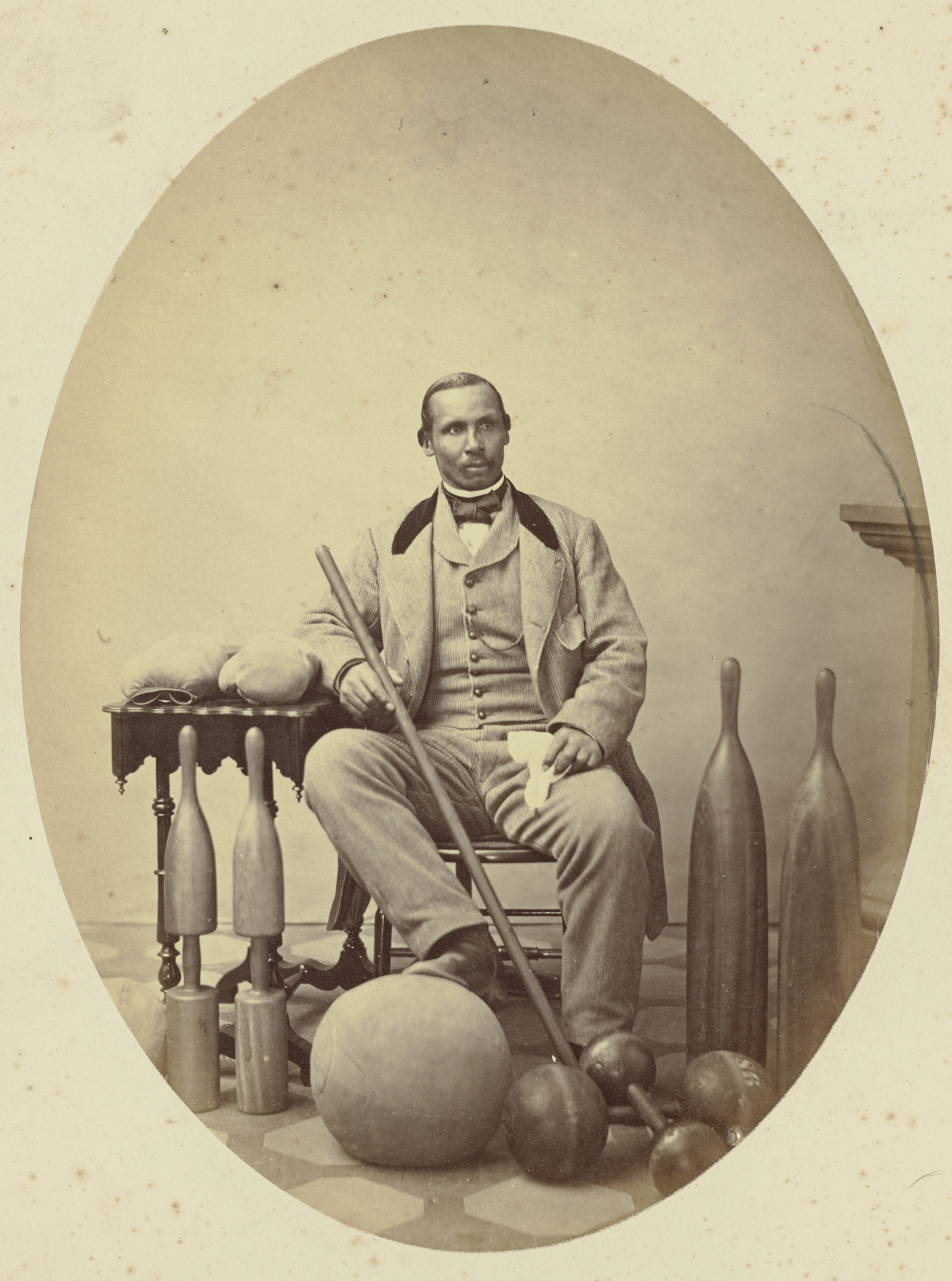
آرون مولینو هیولت, مربی ورزشگاه کالج هاروارد, تقریبا سال 1860 میلادی. همراه مدیسن بال و سایر تجهیزات